# Азалия
Азалията (Azalea) е род цъфтящо растение от семейство пиренови (Ericaceae), подобен на Рододендрона. Отначало азалиите са класифицирани като отделен вид храст, но днес са познати като два от осемте известни подвида на рододендрона – Пентантера (листопадно) и Цуцужи (вечнозелено). Азалията цъфти през пролетта. Предпочита влажни планински райони, цъфти обилно, а цветовете увяхват няколко седмици по-късно. Това растение няма нужда от толкова много слънце, колкото останалите от рода на рододендрона. В естествени условия виреят в близост до дървета, нерядко и под самите тях.

## Разлики
Основна разлика между азалията и останалите растения от рода на рододендроните е в размера. Друга разлика е разположението на цветовете – при рододендроните цветовете са разположени на снопчета по стеблата, докато при азалията цветовете са връхни на клонките. През периода на цъфтеж стеблата са толкова многобройни, че се превръщат в огромна цветна маса. Цветовете на азалията се разтварят по едно и също време и имат трайност няколко седмици. Изключение прави една малка група азалии, която цъфти на „гроздове“. Азалия Satsuki, произхождаща от рододендрона indicum, както и близките ѝ подобни видове са много популярни.

## Култивиране
Азалиите са култивирани в продължение на стотици години, а днес чрез генна модификация и кръстоски, като са познати над 10 000 различни вида. Размножават се също и чрез семена, които биват събирани и изсушавани.
Растението се развива най-добре в дренирани почви, може в саксия, предпочитат сенчести и хладни места. Предпочитат почви със слаба киселинност от 4,5 до 6 pH. Повечето видове имат нужда от постоянно подрязване и леко торене. Известно е, че не обичат често пресаждане, корените им нарастват изключително бавно.

## Заболявания
Кафявото гниене може да бъде фатално за листата на растенията през ранна пролет. Препоръчително е поразените листа да се премахнат ръчно и да се третира с фунгицид.

## Други
На азалиите е наречена улица в промишлената зона „Илиянци“ в София (Карта).

## Галерия
- Храст азалии
- Бял цвят на азалия
- 50-годишна азалия
- Червен цвят на азалия
- Розова азалия
- Фестивал на азалията в Токио